# Houria Aïchi
Houria Aïchi (ngữ tộc Berber: ⵃⵓⵔⵉⴰ ⴰⵢⵛⵉ; sinh ra ở Batna) là một ca sĩ Berber người Algeria của âm nhạc chaoui. Cô hát những bài hát học được từ thời thơ ấu, kèm theo bendir. Cô biểu diễn thường xuyên ở Paris từ những năm 1990.

## Danh sách đĩa hát
- Chants De L'aurés (1990, Auvidis)
- Hawa (1996, Auvidis)
- Chants Sacrés Keyboardlgérie (Bài hát thiêng liêng từ Algeria) (2005, Angel Records)
- Đổi mới (2013, Harmonia Mundi)

Houria Aïchi & l'Hijâz'Car
- Cavaliers de l'Aurès (Kỵ sĩ của Aurès) (2008, Harmonia Mundi)

Biên soạn
- Hướng dẫn thô sơ về âm nhạc Bắc Phi (1997, World Music Network)